# Walschbronn
Walschbronn – miejscowość i gmina we Francji, w regionie Grand Est, w departamencie Mozela.
Według danych na rok 1990 gminę zamieszkiwało 478 osób, a gęstość zaludnienia wynosiła 47 osób/km² (wśród 2335 gmin Lotaryngii Walschbronn plasuje się na 606. miejscu pod względem liczby ludności, natomiast pod względem powierzchni na miejscu 593.).